# Coulombi Egg-tanker

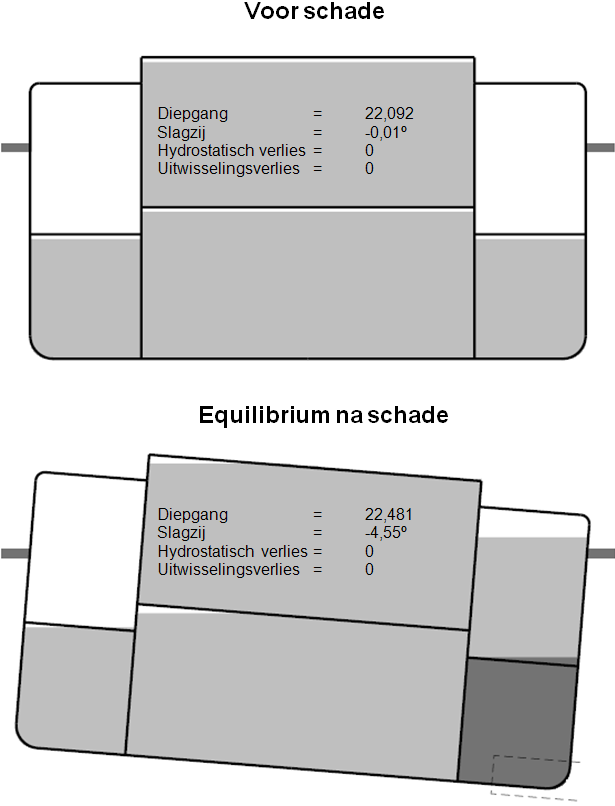
Coulombi Egg, schade 3 m hoog. Lichtgrijs is olie, donkergrijs is zeewater.

De Coulombi Egg-tanker is een ontwerp dat is gericht op het verminderen van olielekkages. Het ontwerp is van Anders Björkman en is in 1997 goedgekeurd door de IMO als alternatief voor dubbelwandige tankers. De United States Coast Guard heeft het ontwerp echter niet goedgekeurd, waarmee het er voor heeft gezorgd dat het ontwerp niet gebouwd wordt.

## Concept
Het ontwerp is een verdere ontwikkeling van de middendek-tanker en bestaat uit een aantal center- en wingtanks die gescheiden zijn door horizontale schotten. De bovenste wingtanks zijn ballasttanks die dienen als noodopslag als de lagere tanks beschadigd zijn. De verbinding tussen deze tanks bestaat uit terugslagkleppen.
Indien een lage tank beschadigd is, drukt het binnenkomende zeewater de lichtere olie uit deze tank in de ballasttank. De hydrostatische druk zorgt voor een automatisch transport uit de beschadigde tank.

## Voordelen
De dubbelwandige tanker richt zich op de mogelijkheid om geen enkele uitstroom van olie te bewerkstelligen. In ongevallen die gepaard gaan met lage energie is dit inderdaad het geval. Bij aanvaringen met hoge energie zullen echter zowel de buitenromp als de binnenromp beschadigd raken. Aangezien de tanks van een dubbelwandige tanker groter zijn dan die van zowel een MARPOL-tanker als een preMARPOL-tanker en ook de hoogte van de lading boven de waterlijn groter is dan bij deze tankers, zal de resulterende lekkage in dit geval groter zijn dan bij deze enkelwandige tankers. In het Coulombi Egg-ontwerp is de lekkage vele malen minder, mogelijk nihil.
Een ander voordeel is dat waar het verfoppervlak van de ballasttanks van een dubbelwandige VLCC zo'n 225.000 m³ is, dit bij een Coulombi Egg-tanker slechts 66.000 m³ is. Dit vermindert het benodigde onderhoud en het gevaar van corrosie, dat anders kan leiden tot structurele breuken, wat het geval was bij de Erika en de Prestige.